# بوکستهوده
شهر بوکستهوده (به زبان محلی بوکستو) در ایالت نیدرزاکسن کشور آلمان و در جنوب بندر هامبورگ واقع شده است.